# Jerzy Małek

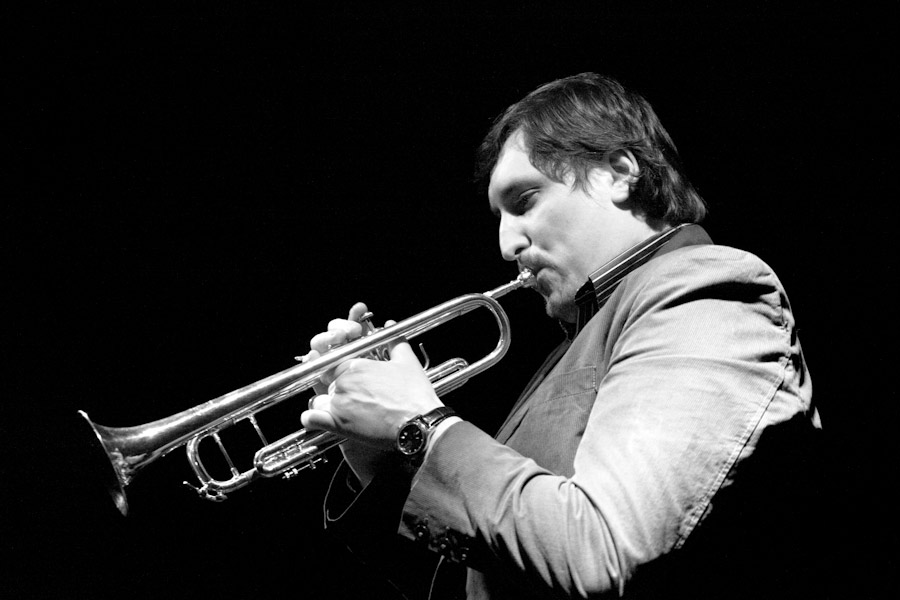
Jerzy Małek (2010)

Jerzy Małek (* 27. November 1978 in Elbląg) ist ein polnischer Jazzmusiker (Trompete, auch Flügelhorn, Kornett, Komposition). Neben Tomasz Stańko oder Piotr Wojtasik gilt er als einer der angesehensten Trompeter in der polnischen Jazzszene.

## Leben und Wirken
Małek begann erst im Alter von 13 Jahren, in einer örtlichen Blaskapelle Trompete zu lernen. In späteren Jahren vervollständigte er seine Ausbildung an einer Musikschule in seiner Heimatstadt, um daraufhin an der Abteilung für Jazz und zeitgenössische Musik an der Musikakademie Katowice zu studieren; er absolvierte sein Studium mit Bestnoten. 2014 promovierte er an der Stanisław-Moniuszko-Musikakademie Gdansk.
Bekanntheit erlangte Małek als langjähriges Mitglied der Bands von Zbigniew Wegehaupt, Michał Urbaniak, Zbigniew Namysłowski und Wojciech Karolak. Er trat auch mit Jazzmusikern wie Gary Bartz, Maria Schneider, Billy Harper, Mircea Tiberian, Dan Tepfer oder Ziv Ravitz auf.
Beginnend mit By Five (2000) hat Małek unter eigenem Namen bis 2019 acht Alben veröffentlicht; insbesondere die Alben Stalgia (2014, mit Stephen Riley, Piotr Wyleżoł, Michał Barański, Eric Allen) und Black Sheep (2019) wurden von der Kritik hervorgehoben. Zu seinem International Quintet gehörten 2018 Andy Middleton, Marcin Wasilewski, Sławomir Kurkiewicz und Adam Nussbaum.  Er ist weiterhin auf Aufnahmen mit Grzegorz Karnas, Jarosław Śmietana, Paweł Kaczmarczyk, Leszek Kułakowski, Zbigniew Wegehaupt, Agnieszka Hekiert und Kazimierz Jonkisz zu hören, außerdem mit der Sinfonia Varsovia auf dem Album Brass – Sinfonia Varsovia.
Małek ist auch als Komponist für den Film hervorgetreten und verfasste die Filmmusik für den Kurzfilm Homecomings (Powroty) (2014) von Arkadiusz Bartosiak und (zusammen mit Marek Dyjak) für den Dokumentarfilm Homeless Land (2017) von Marcin Janos Krawczyk. Als Hochschullehrer wirkt er an der Musikakademie Gdańsk.

## Preise und Auszeichnungen
Im Laufe seiner Bühnenkarriere wurde Małek als Solist, Bandleader und Komponist gewürdigt. Bei den Jazz Top Polls des Magazins Jazz Forum belegte er in der Kategorie Bester Trompeter des Jahres wiederholt Spitzenplätze. 2012 wurde er für den Fryderyk der Polnischen Phonographischen Akademie in den Kategorien Bester Jazzmusiker und Bester Komponist und Arrangeur nominiert. Er erhielt Auszeichnungen beim Jazz- und Blues-Musikwettbewerb in Gdynia 1998, beim Internationalen Wettbewerb Katowice 2000, Klucz do Kariery beim Pommerschen Jazz-Herbst, den Grand Prix bei den Jazz Juniors 2000 und einen zweiten Preis beim Szczecińskie Zmaganiach Jazzowe 2004.